# Acme Markets
Acme Markets ist eine US-amerikanische Supermarktkette mit Firmensitz in Malvern, Pennsylvania. Sie betreibt etwa 161 Supermärkte in den Bundesstaaten Delaware, Maryland, New Jersey und Pennsylvania.
Die Kette konkurriert mit Safeway's Genuardi's und Wal-Mart Supercentern auf dem Nahrungsmittel- und Drogeriemarkt in der Region Philadelphia.

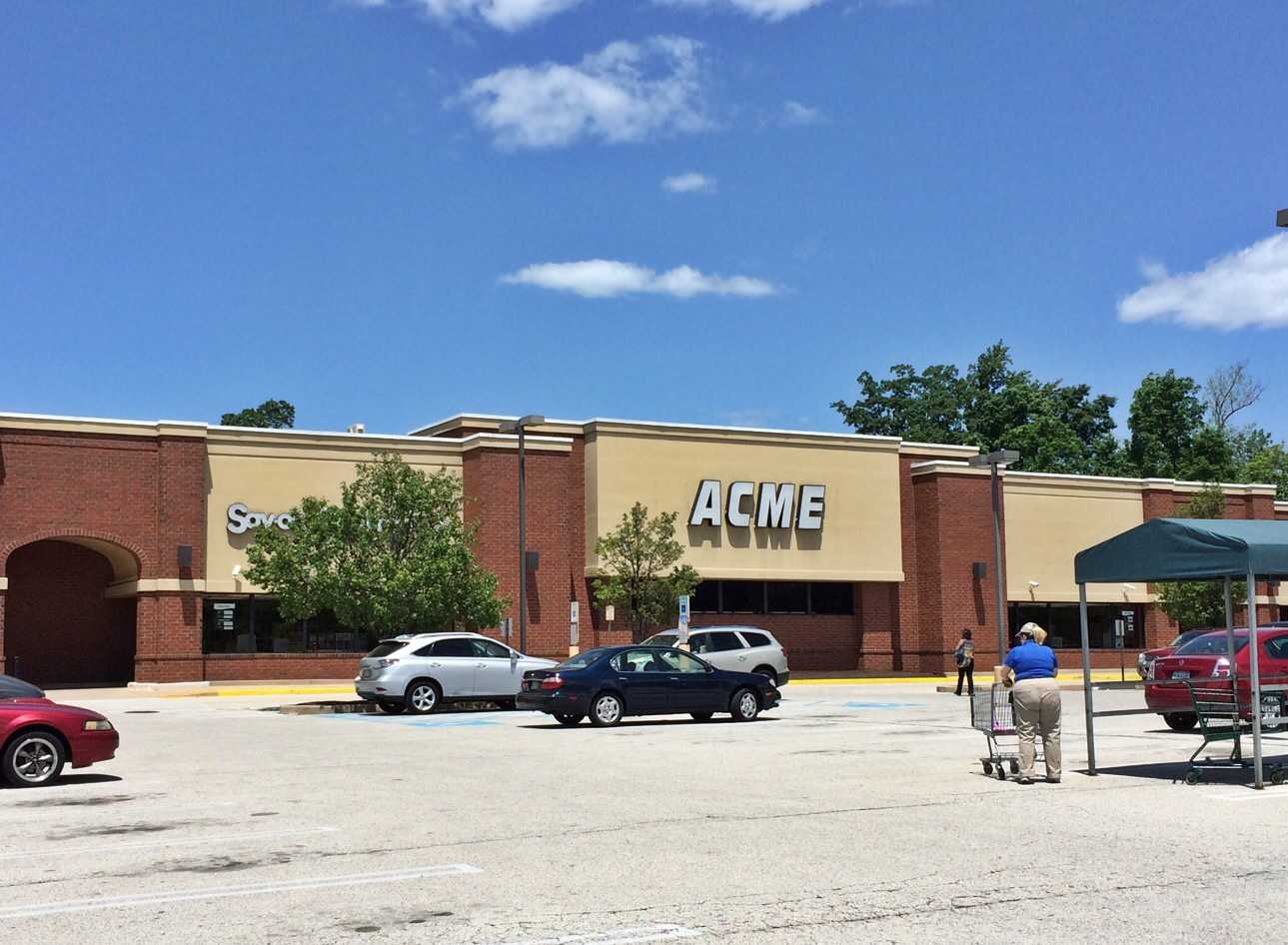
Acme-Supermarkt in Philadelphia

Acme Markets bietet zusätzlich einen Online-Lebensmittelverkauf in Philadelphia und Umgebung, sowie in vier Countys des Bundesstaates New Jersey an. Käufer müssen 4,95 Dollar bezahlen, wenn sie selbst ihre Waren im Supermarkt abholen, und 9,95 Dollar, wenn sie die Waren nach Hause geliefert bekommen möchten.
Gegründet wurde Acme Markets im Jahr 1891. Im Jahr 2000 wurde die Kette durch den Konkurrenten Albertsons übernommen, wird jedoch weiter unter dem alten Namen Acme Markets geführt. Sie bildet seit der Übernahme die Nordost-Region von Albertsons.

## Geschichte

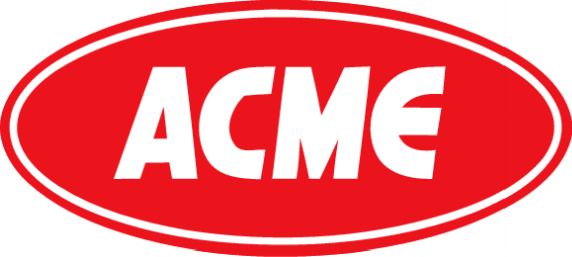
Das Acme Logo von den 1980er Jahren bis 1998

Die irischen Einwanderer Samuel Robinson und Robert Crawford gründeten 1891 das heutige Unternehmen Acme in Süd-Philadelphia. 1917 fusionierten Robinson und Crawford Acme Markets mit vier anderen Lebensmittelgeschäften im Großraum Philadelphia, darunter auch mit der in New Jersey ansässigen amerikanischen Lebensmittelkette des englischen Einwanderers S. Canning Childs; das neue Unternehmen wurde American Stores genannt. Im Jahr 1927 nahm der kleinere Konkurrent Penn Fruit seinen Betrieb in Philadelphias Center City auf. In den späten 1920er Jahren entstanden in der gesamten Region Philadelphia Supermärkte unter dem Banner von American Stores, die mit der in New Jersey ansässigen A&P konkurrierten, die damals in der gesamten Ostküste und bis nach New Orleans vertreten war. American Stores führte in den frühen 1950er Jahren erstmals Selbstbedienungsläden in Einkaufszentren ein.